# شهرستان جکسون (کلرادو)
شهرستان جکسون، کلرادو (به انگلیسی: Jackson County, Colorado) یک سکونتگاه مسکونی در ایالات متحده آمریکا است که در کلرادو واقع شده‌است.

## خصوصیات
شهرستان جکسون ۴٬۱۹۸٫۳۹ کیلومترمربع مساحت دارد.